# Briesen (Mark)
Briesen (Mark) è un comune di 2 959 abitanti del Brandeburgo, in Germania.

Appartiene al circondario dell'Oder-Sprea e alla comunità amministrativa dell'Odervorland.

## Storia
Il 1. gennaio 2014 venne aggregato al comune di Briesen (Mark) il comune di Madlitz-Wilmersdorf.

## Geografia antropica
Il comune di Briesen (Mark) è suddiviso nelle frazioni (Ortsteil) di Alt Madlitz, Biegen, Briesen (Mark), Falkenberg e Wilmersdorf.